# فرودگاه آراگوینا
فرودگاه آراگوینا (به انگلیسی: Araguaína Airport) (به زبان بومی: Aeroporto de Araguaína) یک فرودگاه همگانی مسافربری با کد یاتا AUX است که یک باند فرود آسفالت دارد و طول باند آن ۱۸۰۲ متر است. این فرودگاه در شهر آراگوینا کشور برزیل قرار دارد و در ارتفاع ۲۳۵ متری از سطح دریا واقع شده‌است.

## نگارخانه

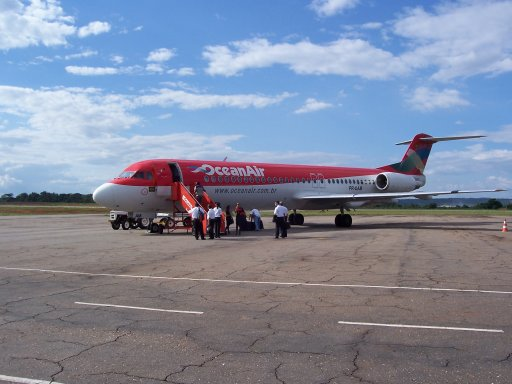
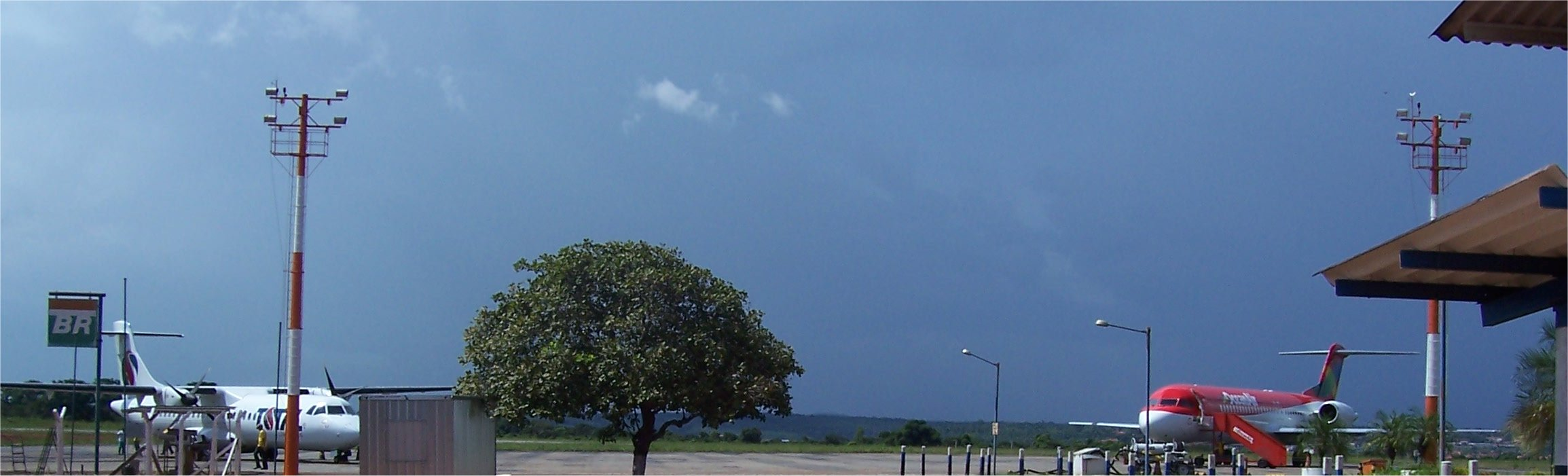
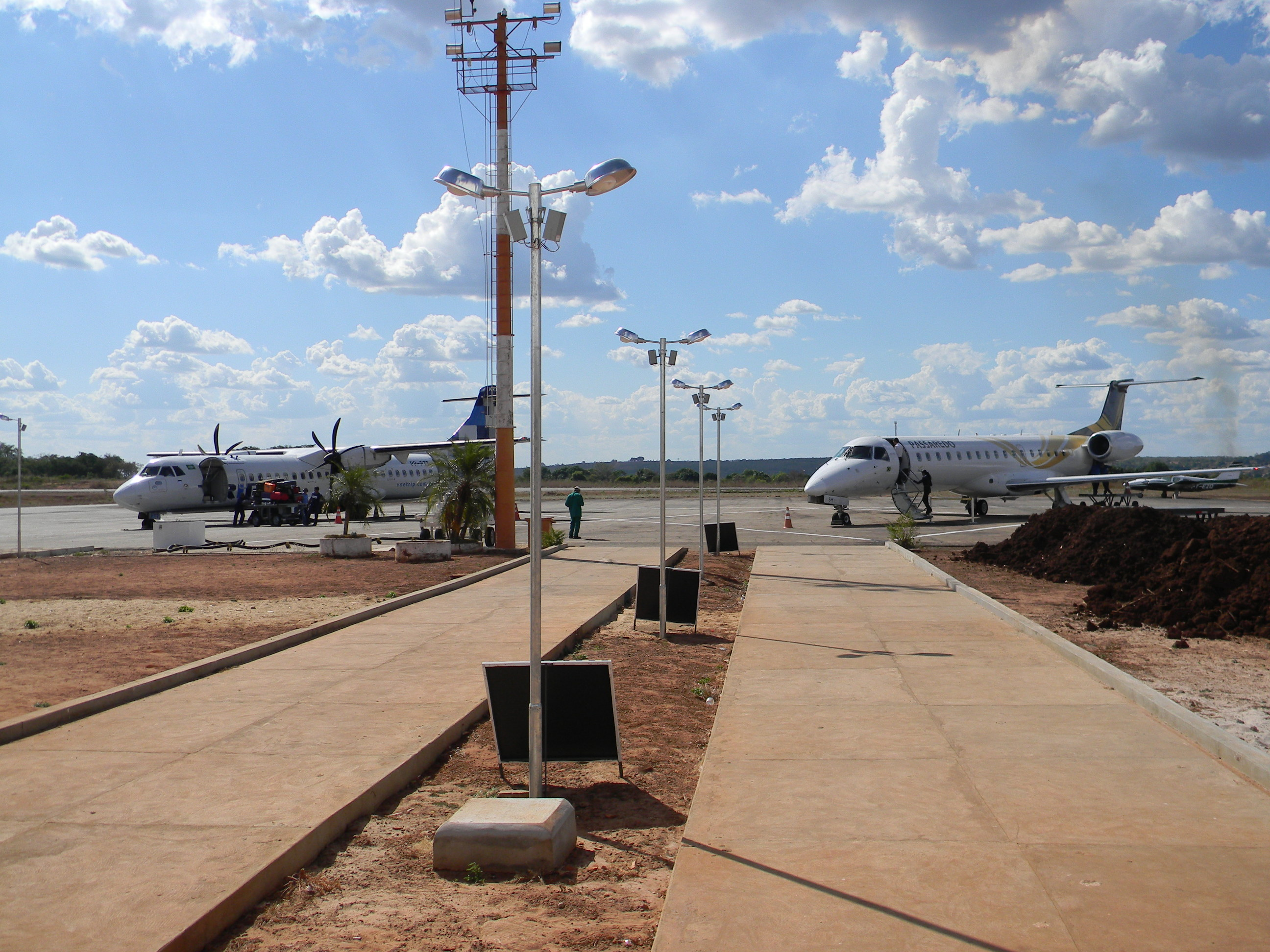

## شرکت‌های هواپیمایی و مقصدهای پروازی
| شرکت‌های هواپیمایی     | مقصدهای پروازی |
| --------------------- | -------------- |
| پاساردو لینهاس آئرئاس | Goiania پالماس |